# 丫丫
丫丫（2000年8月3日－）是一只曾旅居于美国孟菲斯动物园的雌性大熊猫，2023年4月27日搭乘货运专机返回中国。“丫丫”患有由慢性蠕形螨引起的脱毛。这种情况随季节变化，并受到激素波动的影响。

## 生平
大熊猫丫丫于2000年8月3日在北京动物园出生。1999年4月，美国田纳西州的孟菲斯动物园与中国动物园协会达成协议并签署意向书，向中国租借两只大熊猫。2003年4月7日，丫丫与另一只大熊猫“乐乐”抵达美国孟菲斯动物园。2013年，在为期10年的协议到期后，两国再将租借期延长10年，至2023年4月到期。2022年12月，孟菲斯动物园宣布将丫丫和乐乐归还中国，结束20年的租借期。
根据中国动物园协会的介绍，丫丫的牙齿状况对于它这个年龄来说是非常好的，咀嚼能力良好。在丫丫刚到达孟菲斯动物园时，园方就发现丫丫的毛发与其它大熊猫的不同，考虑到丫丫的母亲曾患有螨虫性皮肤病，就对其进行了皮肤刮片检查，但未检出螨虫。2006年，根据丫丫的被毛情况，孟菲斯动物园工作人员与北京大熊猫专家协商，对其使用抗寄生虫的药物进行了4个月的治疗，但被毛情况并没有变化。之后每年体检时都会进行皮肤刮片检查，都没有检出寄生虫。在2014年3月的体检中，皮肤刮片检查发现有蠕形螨，再次使用抗寄生虫药物治疗，治疗后被毛仍没有好转，但之后多年的体检未再检出蠕形螨。
2021年6月9日，中国动物园协会在都江堰组织成都大熊猫繁育研究基地、中国大熊猫保护研究中心与北京动物园的有关专家对丫丫的健康状况进行了评估。评估认为：大熊猫丫丫全身毛色干、锈，局部毛发参差不齐，有蠕形螨感染；口腔粘膜颜色、牙齿未见异常，眼睛、鼻子正常，指甲锋利；血液生化指标基本正常，肝脏功能和肾脏功能指标未见异常。

### 返華風波
2023年2月1日，大熊猫“乐乐”去世。随着中国大陆各大媒体的报导，“乐乐”的同伴“丫丫”及其健康情况也倍受中国大陆网友关注。有些网友认为“丫丫”受尽美方虐待，呼吁应尽早接“丫丫”回国；有些网友则认为“丫丫”并无充足证据表明其受美方虐待，丫丫”事件不过是一场被反美情緒所利用的闹剧。
对此，北京动物园表示：已经进行了大熊猫“丫丫”回国的全面准备工作，“丫丫”将于2023年4月7日合同到期时回国。专家组现场察看了大熊猫“丫丫”回國前後的健康状况，调阅了其体检报告和健康月报。评估认为，在美期間，“丫丫”除皮肤病导致的毛发脱落外，食欲良好，粪便性状正常，体重稳定，可以踏上旅途。同時對“乐乐”解剖，死因也已確認為心臟功能衰退，排除了意外死亡。中方已经发放了进口许可证、检疫许可，确定了检疫场所，做好了大熊猫回收相关准备工作。
运送“丫丫”的货运专机于2023年4月26日下午12点从美国孟菲斯国际机场起飞，经过16小时的飞行，于北京时间4月27日16点24分在上海浦东机场降落。5月29日0时43分，丫丫回到北京动物园大熊猫馆。